# 456 Abnoba
456 Abnoba este un asteroid din centura principală, descoperit pe 4 iunie 1900, de Max Wolf și Arnold Schwassmann.